# Аюшеева, Цыпилма Очировна
Цыпилма́ Очи́ровна Аюше́ева (Батуева) ― российская бурятская певица. Солистка Бурятского государственного национального театра песни и танца «Байкал». Народная артистка Республики Бурятия (2010).

## Биография
Родилась 19 марта 1963 года в семье Батуевых в селе Улюнхан Курумканского района. В семье шестеро детей, сестра-близнец Цырма. Мать работала на молочно-товарной ферме. Цыпилма помогала матери, доила по  30 коров, таскала фляги с молоком. 
После завершения учёбы в средней школе поступила на вокальное отделение Улан-Удэнского музыкального училища имени П.И. Чайковского, которое окончила в 1986 году. В том же году начала служить артисткой хора Бурятского государственного ансамбля песни и танца  «Байкал».
Природное дарование, чарующий голос Цыпилмы Аюшеевой, сценический талант вместе с красотой и женственностью  были отмечены членами жюри различных конкурсов.  В дни празднования 1000-летия бурятского эпоса «Гэсэр» в 1995 году певица сумела создать яркий запоминающийся образ бурятской женщины Хатан-Дангина. Успеха добивалась она и во многих других  конкурса.
В 2004 году принимала участие в концертной программе в городе Тайбэй (Тайвань) по приглашению Тибетско-монгольской Ассоциации монголоязычных народов, а также в Днях Бурятской культуры и искусства в Париже. В том же году артистка была удостоена почётного звания Заслуженной артистки Республики Бурятия.
В 2005 году Аюшеева спела ведущие партии 9 матерей-прародительниц и девушки-эхиритки в новой постановке театра «Байкал» – спектакле  «Угайм Сулдэ» («Дух предков»), который был поставлен по мифам и легендам монгольских народов.  В 2006 году этот спектакль был удостоен Премии правительства Российской Федерации за выдающийся вклад в области культуры и искусства.
Цыпилма Аюшеева принимает активное участие в общественной и культурной жизни.  Такими как фестиваль «Мода монголов мира» (2006) и Дни бурятского языка (2007), организованные Всебурятской Ассоциацией развития культуры (ВАРК). Участвовала в фестивале «Песенная культура эвенков» (2007), проходивший в городе Нянтунь (КНР). В 2007 году по приглашению ВАРК принимала участие  в фестивале «Радуга России», проводимом под эгидой Ассамблеи народов России в Якутске. В 2007 году по приглашению баргутов выступила в Монголии, где также стала дипломантом фестиваля.
С гастролями побывала во всех странах СНГ, в Италии, Хорватии, Германии, Словении, Монголии, Китае, Бельгии, Нидерландах и Южной Корее.
В 2010 году за вклад в развитие бурятского песенного искусства певица удостоена почётным званием «Народная артистка Республики Бурятия».
В настоящее время является Цыпилма Аюшеева занята в одной из главных ролей в спектакле-легенде «Эхо страны Баргуджин Тукум».

## Награды и звания
- Народная артистка Республики Бурятия (2010)
- Заслуженная артистка Республики Бурятия (2004)
- Лауреат Международного конкурса к 1000-летию бурятского эпоса «Гэсэр»
- Дипломант Международного конкурса бурятской народной песни «Алтаргана»
- Дипломант Международного конкурса протяжной песни (г. Улан-Батор, 1994)
- Дипломант Всероссийского конкурса игры на редких народных инструментах (Астрахань, 1992)
- Лауреат III международного конкурса вокалистов имени Г.Дарамзагд (Г.Улан-Батор, Монголия, 2011)
- Лауреат международного баргутского фестиваля (Улан-Батор, 2007)
- МУСТА(Монгол улсын тэргүүниин соёлой ажалтан, 2018)